# Ponca City
Ponca City – miasto w Stanach Zjednoczonych, w stanie Oklahoma, w hrabstwie Kay.